# Bertha Solomon
Bertha Solomon (Minsk, 1 de enero de 1892-Pretoria, 22 de julio de 1969) fue una abogada y política sudafricana, una de las defensora de los derechos de la mujer en el país y la primera en ser elegida al Parlamento.

## Biografía
Solomon nació en Minsk el 1 de enero de 1892. A la edad de cuatro años, ella y su hermana mayor fueron llevadas por su madre, Sonia Schwartz, para reunirse con su padre, un pionero judío llamado Idel Schwartz, en Sudáfrica.
Se graduó de la Anglican Diocesan College en 1911 con una licenciatura en Clásicos y luego del South African College, sitio donde recibió una maestría. Luego enseño Latín en la Milburn House School for Girls, en Ciudad del Cabo, ciudad donde conoció a su esposo Charles Salomon. Se mudaron Johannesburgo y tuvieron dos hijos.
Allí comenzó a estudiar Derecho y se convirtió en la segunda mujer en ser admitida en el Colegio de Abogados de Johannesburgo. Solomon fue una de las primeras defensoras de los derechos de la mujer en Sudáfrica y en luchar por el sufragio femenino, que fue aprobado en 1930. En 1933 resultó electa como diputada al Consejo Provincial de Transvaal, en el cual sirvió por 5 años. En 1938, fue elegida para servir como miembro del Parlamento en representación del Partido Unido, el cual ocupó hasta su jubilación en 1958.  Uno de sus principales logros fue la apertura de un centro de recreación en Johannesburgo en 1949, siendo el primero de su tipo en esa ciudad y recibiendo su nombre.
Durante su larga estadía en el legislativo, fue la principal defensora de la creación de la Ley de Asuntos Matrimoniales, a veces llamada “Ley Bertha”, que fue aprobada en 1953 y fue la primera en Sudáfrica que protegía los derechos de las mujeres sobre la propiedad, los ingresos y los hijos. Fue miembro y líder del Consejo Nacional de Mujeres y fundadora de la Fuerza Aérea Auxiliar de Mujeres Sudafricanas durante la Segunda Guerra Mundial.
Fue colaboradora de la Universidad Hebrea de Jerusalén, visitando Israel en varias ocasiones. En 1967, la Universidad de Witwatersrand le otorgó un doctorado honorario en Derecho. Se consideraba sionista y su hija Joan se casó con Michael Comay, embajador de Israel ante las Naciones Unidas de 1960 a 1967
Solomon murió el 22 de noviembre de 1969. De Villiers Graaff llamó a Solomon "la pionera, en nuestro Parlamento, de la implementación de la ley para la eliminación de las discapacidades legales de las mujeres".

## Publicaciones
Tiempo recordado: la historia de una pelea. Ciudad del Cabo: Timmins. 1968. (autobiografía)